# Habitation de Québec

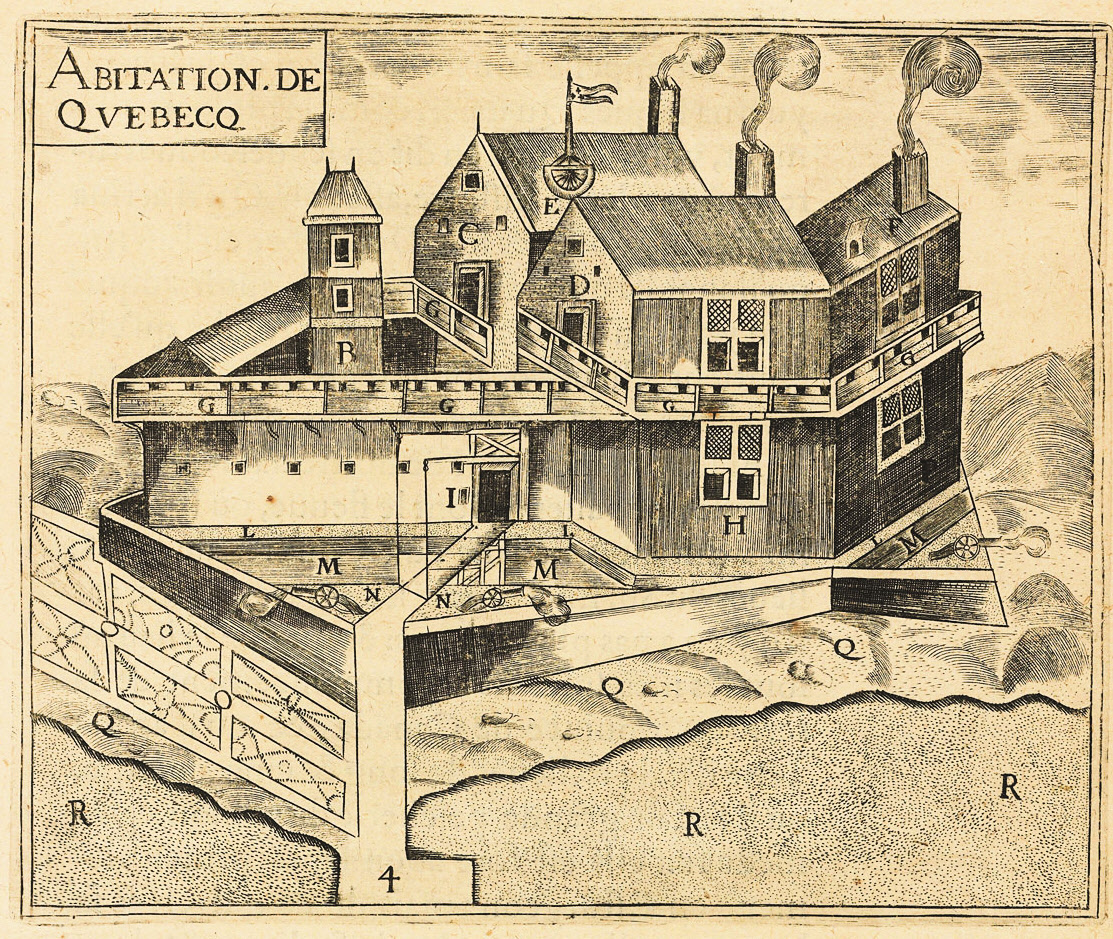
Skizze der Habitation, gezeichnet 1608 von Samuel de Champlain

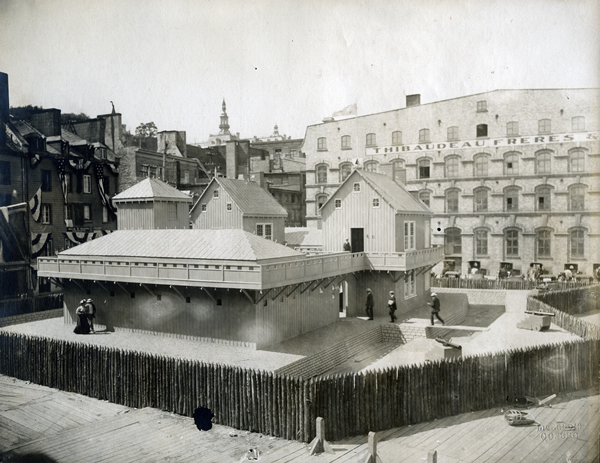
Maßstabsgetreue Rekonstruktion der ersten Habitation anlässlich der Dreihundertjahrfeier 1908

Die Habitation de Québec (mittelfranzösisch: Abitation de Qvebecq) war ein Gebäude-Ensemble in der kanadischen Stadt Québec, das als Fort, Handelsposten und Unterkunft diente. Diese „Behausung“ entstand im Jahr 1608 unter der Leitung von Samuel de Champlain und bildete die Keimzelle der ersten dauerhaften französischen Kolonie in Nordamerika. Sie lag in der heutigen Unterstadt von Québec an der Place Royale.

## Geschichte
Das Schiff Don de Dieu ankerte am 3. Juli 1608 nahe dem Dorf Stadacona am Fuße des Cap Diamant. Die von Pierre Dugua de Mons beauftragte und von Samuel de Champlain angeführte Expedition rodete einen Teil des Waldes und baute ein Lagerhaus, um dort ihre Vorräte aufzubewahren. Champlains Mannschaft (bestehend aus Handwerkern und Arbeitern) hob daraufhin Gräben aus, legte das Fundament und baute anschließend weitere Gebäude, die mit dem ersten verbunden waren. Von den 28 Expeditionsteilnehmern überlebten nur acht (darunter Champlain) den ersten Winter in der neuen Siedlung, die Todesfälle waren hauptsächlich auf Skorbut und Dysenterie (Ruhr) zurückzuführen. Trotz dieses Rückschlags konnte die Siedlung 1609 vollendet werden.
In den folgenden Jahren wurden regelmäßig Reparaturen vorgenommen. Um die Siedlung besser schützen zu können, entstand 1620 auf dem Plateau der darüber liegenden Colline de Québec das Fort Saint-Louis. 1624 wurde die erste, aus Holz bestehende Habitation durch einen Neubau aus Stein ersetzt. 1629 nahm der englische Abenteurer David Kirke Québec ein, drei Jahre später gaben die Engländer die Siedlung an Frankreich zurück. Die Gebäudegruppe wurde 1633 neu erstellt, flankiert von einem Annexbau und zwei Türmen. Im selben Jahr verlegte Champlain die Verwaltung ins Fort Saint-Louis und die Habitation wurde daraufhin nur noch als Warenlager genutzt. Ein Großbrand in der Unterstadt zerstörte sie am 4. August 1682. An ihrer Stelle entstand 1688 die Kirche Notre-Dame-des-Victoires.
Zwischen 1975 und 1988 fanden mehrere ausgedehnte archäologische Untersuchungen statt. Dabei kamen zahlreiche Artefakte der Ureinwohner und Franzosen zum Vorschein. Das Untergeschoss der Kirche Notre-Dame-des-Victoires enthält steinerne Fundamentreste der zweiten Habitation. Markierungen auf der Place Royale kennzeichnen die Lage der Türme und verschiedener Mauern.